# パナソニック コネクト
パナソニック コネクト株式会社（英:Panasonic Connect Co., Ltd.）は、持ち株会社制移行に伴い発足した、パナソニック ホールディングス株式会社傘下にある7つの事業会社の1つ（旧パナソニック株式会社コネクティッドソリューションズ社）。B2Bソリューション事業の中核を担う。
2021年に買収したサプライチェーン・ソフトウェアの世界的大手Blue Yonderとの協業や、世界有数の顔認証技術を背景としたソフトウェア事業を幅広く手掛ける。
ビジネス用PCとして知られるレッツノートシリーズや、オリンピックにも提供される放送・業務用映像製品、実装機や溶接機、決済端末など業界トップシェアを誇るハードウェア分野でも大きな存在感を示している。
代表取締役社長は日本マイクロソフト、日本ヒューレット・パッカードの社長を歴任した樋口泰行。

## 沿革
- 2017年
  - 4月 - コネクティッドソリューションズ社設立　同社社長に樋口泰行が就任　
  - 7月 - ゼテス・インダストリーズSAの発行済株式100％の取得と、同社の非上場化を完了
  - 10月 - 本社を浜離宮オフィス（東京都中央区銀座）に移転
- 2018年
  - 4月 - 「現場プロセスイノベーション」ビジョンを発表
  - 8月 - 浜離宮オフィスが第31回日経ニューオフィス賞を受賞
- 2019年
  - 1月 - 浜離宮ビルに「カスタマーエクスペリエンスセンター」を設置
  - 9月 - ワーク・ライフバランス社の「男性育休100%宣言」と在日米国商工会議所（ACCJ）の婚姻の平等に関する提言に賛同
  - 10月 - セキュリティシステム事業の新会社設立
- 2020年
  - 5月 - Blue Yonderに戦略的株式投資（20％）を行い、同社とのパートナーシップを拡大
  - 6月 - 第9回「日本HRチャレンジ大賞」で、「大賞」を受賞
- 2021年
  - 4月 - 世界トップクラスのサプライチェーン・ソフトウェアの専門企業であるBlue Yonderの全株式取得を決定
  - 6月 - 日本にLGBT平等法制定を目指す署名キャンペーン「EqualityActJapan」に賛同
  - 7月 - 現場プロセスイノベーションの関連事業を強化
  - 9月 - Blue Yonderの全株式を取得
- 2022年
  - 4月 - 以下の社内カンパニーに加え、2021年9月に完全子会社化した「Blue Yonder」を傘下にして統合した パナソニック コネクト株式会社設立。代表取締役社長に樋口泰行が就任。
    - パナソニックコネクト関連で以下のように継承・社内カンパニーが設立されていた。
      - 「現場ソリューションカンパニー」（旧PSSJの事業内容を移行、コネクティッドソリューションズ社のB2Bソリューション事業を引き継ぎ、国内でのソリューション営業を担当する。）、
      - 「プロセスオートメーション事業部」（電子部品の実装機や溶接機に強みを持ち、旧PSFSの事業内容を吸収）
      - 「メディアエンターテインメント事業部」（オリンピックで採用される高品質なプロジェクターや放送用カメラ、サウンド機器などを提供）
      - 「モバイルソリューションズ事業部」（レッツノート、タフブックなどのPC製品や決済端末を中心とした旧PMCの事業内容を吸収した）
      - 「パナソニック アビオニクス」（航空機の機内エンターテインメント事業で高いシェアを誇る[3]）
      - 「Zetes」（物流のトレーサビリティや個人認証のソリューションに強みを持っていた）

## 国内事業所
- 本社：東京都中央区銀座8-21-1
- ブルーヨンダージャパン株式会社：東京都中央区銀座8丁目21番1号
- メディアエンターテインメント事業部：大阪府門真市松葉町2番15号
- プロセスオートメーション事業部：大阪府門真市松葉町2番7号
- パナソニック アビオニクス ビジネスユニット：大阪府門真市松葉町2番15号
- モバイルソリューションズ事業部：大阪府大阪市中央区城見2丁目2番33号
- 現場ソリューションカンパニー：東京都中央区銀座8丁目21番1号
- 福岡拠点：福岡県福岡市博多区美野島4-1-62

本店は九州松下電器→パナソニック コミュニケーションズ→パナソニック システムネットワークス→パナソニック システムソリューションズ ジャパン時代からここのまま。
- 技術研究開発本部：神奈川県横浜市都筑区佐江戸町600番地
- 福島工場：福島県福島市太平寺字一本柳1番地　→ 2025年5月閉鎖予定。
- 神戸工場：兵庫県神戸市西区高塚台1丁目5番1号
- 津山工場：岡山県津山市草加部1458番地5 → 2024年3月閉鎖予定。
- 佐賀工場：佐賀県鳥栖市村田町1471番地
2025年9月に閉鎖予定[4]。

## 関連会社
- 国内
  - パナソニック コネクト交野株式会社（特例子会社）※大阪府及び交野市との共同出資による第三セクター
  - パナソニック コネクト吉備株式会社（特例子会社）※岡山県及び吉備中央町との共同出資による第三セクター
  - パナソニック システムデザイン株式会社
  - パナソニックFSエンジニアリング株式会社
  - パナソニック映像株式会社
  - パナソニックSSサービス株式会社
  - 株式会社パナソニック システムネットワークス開発研究所
  - 光英システム株式会社
  - 沖縄パナソニック特機株式会社
  - 株式会社TPコンテクストマーケティング
  - ストアビジネスソリューションズ株式会社

- 海外
  - ブルーヨンダー ホールディング株式会社
  - パナソニック アビオニクス株式会社
  - パナソニック アビオニクス ニュージーランド株式会社
  - パナソニック アビオニクスサービス シンガポール株式会社
  - パナソニック アビオニクス 中国有限公司
  - エアロモバイルコミュニケーションズ株式会社
  - デルタエンジニアリング株式会社
  - タクテル株式会社
  - パナソニック コネクト ノースアメリカ
  - パナソニック コネクト ヨーロッパ有限会社
  - パナソニック コネクト アジア
  - パナソニック コネクト オセアニア
  - パナソニック コネクト チャイナ
  - パナソニック コネクト ノースアメリカ プロフェッショナルサービスLLC
  - RFNetテクノロジー株式会社
  - クイックサービスソフトウェア株式会社
  - パナソニック ファクトリーソリューションズ アジアパシフィック株式会社
  - パナソニック スマートファクトリーソリューションズ インド社
  - パナソニック ファクトリーソリューションズ蘇州有限公司
  - パナソニックCNS広東有限公司
  - パナソニックAVCネットワークス 台湾株式会社
  - パナソニック溶接システム唐山有限公司
  - テラダイオード株式会社
  - ゼテス・インダストリーズ株式会社
  - ゼファー株式会社
  - パナソニック映像広告上海有限公司

## 備考
パナソニック コネクト発足時点で家庭向けファクシミリ専用機を自社生産する大手電機メーカーはパナソニックグループにしか存在しないが、当社が自社生産していたのはパナソニック システムネットワークス時代までで、当社発足後はパナソニック エンターテインメント&コミュニケーションに移管されている。